# Thelcticopis orichalcea
Thelcticopis orichalcea là một loài nhện trong họ Sparassidae.
Loài này thuộc chi Thelcticopis. Thelcticopis orichalcea được Eugène Simon miêu tả năm 1880.